# Ateliers d'art sacré
Les Ateliers d'art sacré (1919-1947) sont une école française créée au XXe siècle pour favoriser l'émergence et la production d'œuvres d'art sacré à la fois modernes et théoriquement accessibles à un large public. Durant près de trente ans, cette mouvance rassemble un nombre important d'artistes plus ou moins célèbres.

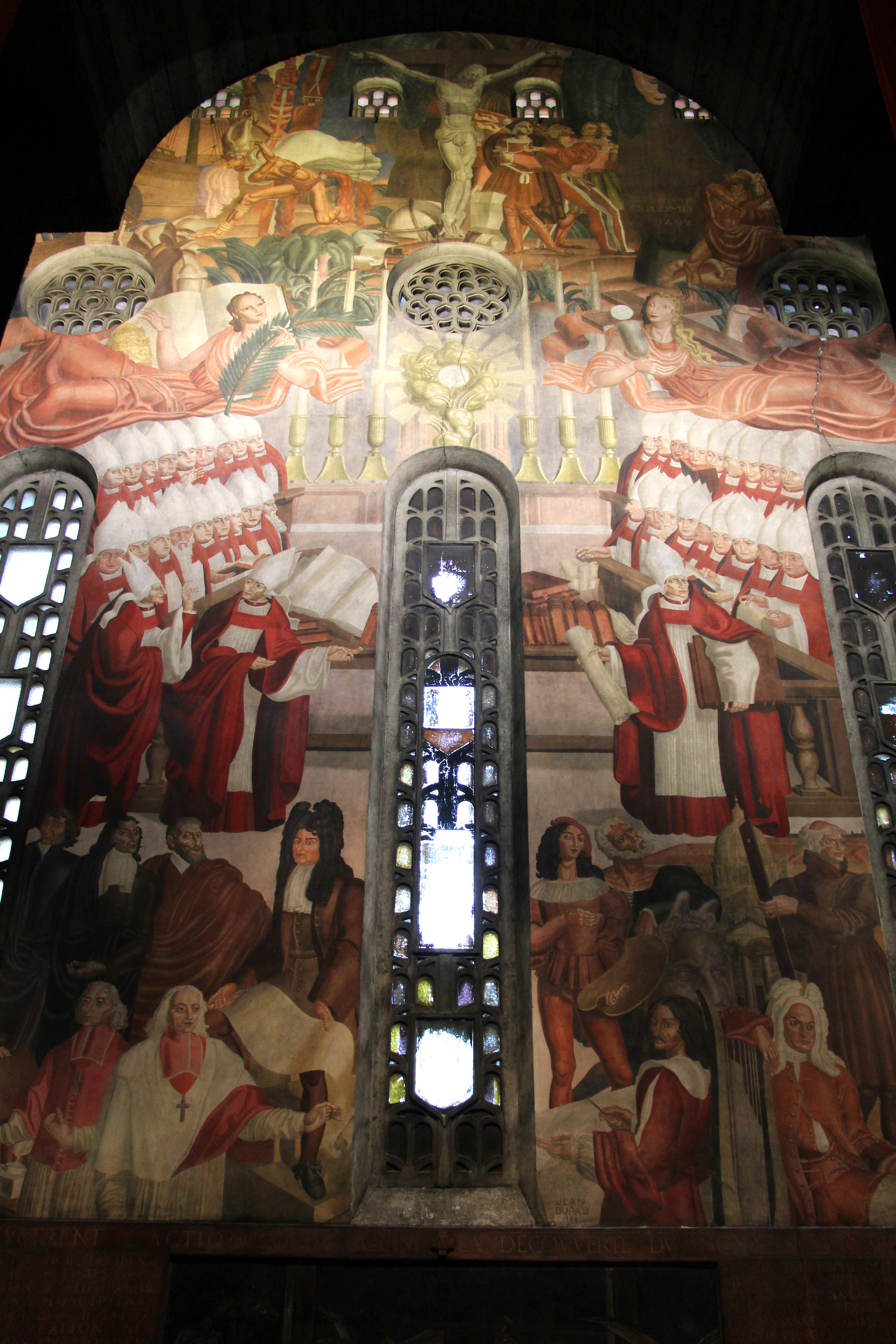
Fresque réalisée par les membres des Ateliers d'art sacrée, Le Concile du Trente, église du Saint Ésprit, Paris 12.

## Origine
En 1904, le peintre Georges Desvallières vit une véritable conversion et affirme son désir de traiter des sujets religieux « en pleine épaisseur terrestre ». Il écrit : « La peinture religieuse ne peut exister qu'en s'appuyant sur la nature, en creusant la nature, en arrachant au corps humain, à la figure humaine, sa ressemblance avec Dieu ».[réf. nécessaire]
Proche de la spiritualité dominicaine, membre de la Société de Saint-Jean, il conçoit en 1912 le projet d'une école d'art placé sous le patronage de Notre-Dame de Paris. Son but est de donner naissance à un art d’église qui rompe avec ce qu'il juge être la médiocrité esthétique et symbolique de la production "sulpicienne". Néanmoins, il veut lutter également contre un esprit académique et répétitif, sentimentaliste et passéiste, que la plupart des fidèles et des membres du clergé apprécient.[réf. nécessaire]
Il rejoint en cela le projet d'un autre peintre, Maurice Denis, décidé à mettre son talent au service d’un semblable renouveau des décors d’église : « Je proscris l'Académisme parce qu'il sacrifie l'émotion à la convention et à l'artifice, parce qu'il est théâtral ou fade. […] Je proscris le jansénisme parce que c'est la mort de l'art, le froid et l'ennui. […] Je proscris le réalisme parce que c'est de la prose et que je veux de « la musique avant toute chose », et de la poésie. Enfin, je prêcherai la Beauté. La Beauté est un attribut de la Divinité. ». Pour Denis, il s'agit également de participer à la reconstruction de la France et de « fournir aux églises, et spécialement aux églises dévastées par la guerre, des œuvres religieuses d'un caractère à la fois esthétique, traditionnel et moderne ».
Denis et Desvallières s’élèvent simultanément contre l’enseignement académique des Beaux-Arts mais aussi contre certains nouveaux mouvements d’avant-garde comme le cubisme ou le futurisme qui mettent en danger, à leurs yeux, la pérennité de l’art même en Occident.[réf. nécessaire]
Pour Denis, il faut penser une école visant à la collaboration des élèves et de leurs maîtres : « Au lieu d’une académie, elle serait un atelier, un groupement d’ateliers où l’on accepte les commandes, où l’on exécuterait non pour de vagues expositions, mais pour une destination précise, tout ce qui sert à l’ornement du culte, de telle façon que l’élève devint ce qu’il était avant la Renaissance… un apprenti, puis auxiliaire du maître ». Denis tient que la capacité de synthèse dans l’exécution de l’œuvre ne fait pas l’économie de l’expression d’une maîtrise : « la condition d’une œuvre de qualité sur le plan formel est le métier. » « Dans un enseignement moderne, développer la sensibilité, libérer l’imagination des élèves, tout en les formant aux beaux métiers, tout en cultivant leur raison et leur goût. »
Les futurs Ateliers veulent être une communauté d’artistes chrétiens formés et fraternels, œuvrant dans l’esprit des corporations du Moyen Âge.[réf. nécessaire]

## Naissance des Ateliers

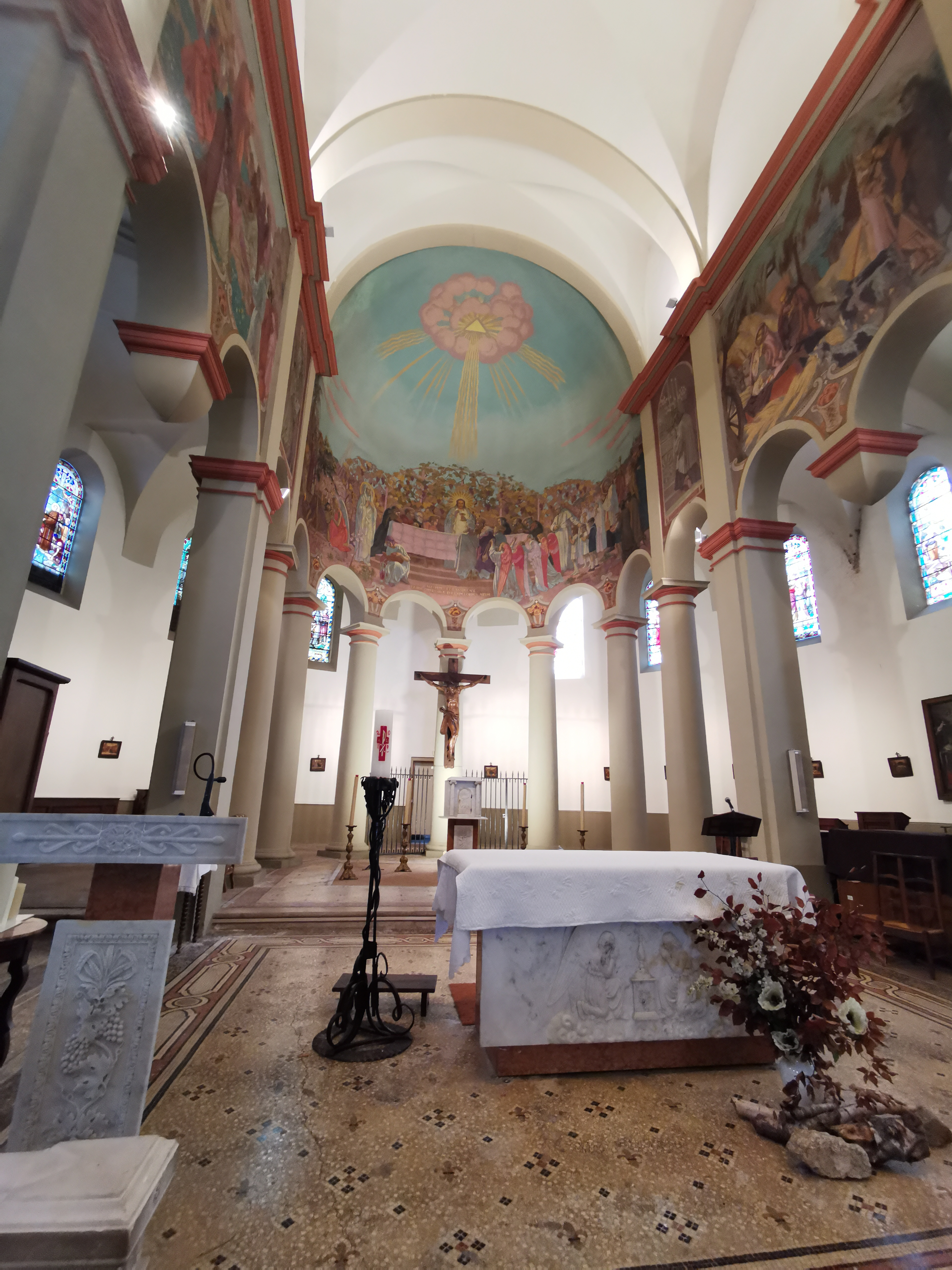
Église Saint-Martin, Vienne. Fresques réalisées par Maurice Denis, cofondateur des Ateliers d'art sacré.

Maurice Denis et George Desvallières, entourés d'artistes militant comme eux pour le renouveau de l'art chrétien (Robert Boulet, Pierre Couturier, futur dominicain, ou Valentine Reyre), ouvrent les Ateliers d’Art Sacré, à Paris, le 15 novembre 1919. Un groupe de vingt-deux actionnaires organisés en Société des Ateliers d’Art Sacré doit veiller au côté matériel du projet. L'école s’installe d’abord dans l’ancien atelier de Paul Sérusier, 7 rue Joseph-Bara, avant de rejoindre le no 8 de la rue de Furstemberg. D'autres ateliers s'y associent ensuite : celui de la peintre verrier Marguerite Huré ou encore l'atelier de sculpture, hébergé rue Notre-Dame-des-Champs, où travaillent notamment Simone Callède, Albert Dubos et Roger de Villiers.[réf. nécessaire]

## L'organisation des Ateliers
Les élèves des premiers temps, sortent la plupart des Beaux-Arts, avec bagage technique et artistique. L’accès au statut de « compagnon » nécessite la présentation d’un « chef-d’œuvre » à un jury composé de maîtres. À partir de 1928, les Ateliers sont répartis en plusieurs ateliers propres à répondre au nombre grandissant des élèves. Le « petit cours » est confié à madame Buriat, puis à madame Delacroix à partir de 1938
Le financement des Ateliers est assuré par les commandes et l’appoint que constituent les trimestrialités des élèves. Chaque quinzaine, l’élève doit présenter une esquisse qu’un maître corrigera : dans ce rôle, Desvallières s’adjoint successivement Denis, Souverbie et Laboulaye.[réf. nécessaire]
La fresque sera largement remise à l’honneur par les Ateliers, correspondant à la tradition décorative dans l’Église. Dubois, était chargé de cet enseignement qu’il professait également aux Beaux-Arts. Un atelier de broderie fut également ouvert, animé par Sabine Desvallières puis par Marthe Fauchon à partir de 1926. Cette section devra fermer dès 1936 faute de commandes suffisantes, bien que Jacqueline Gilson continuera seule une petite production. Paule Marrot fut chargée de l’atelier de gravure sur bois. On devait y trouver Gabrielle Faure, fidèle collaboratrice de Maurice Denis et qui avait rejoint les Ateliers elle aussi dès 1919.[réf. nécessaire]
Dans l’esprit des Ateliers, l’enseignement théologique et la formation spirituelle sont des composants de la formation. Le père Noble assure les conférences sur le dogme et sur la liturgie ; l’abbé Le Ternial, puis, les pères Avril et Louis lui succéderont. Le dominicain Pie Raymond Régamey dispense également ces cours et sera lui-même une figure majeure de l’art sacré moderne avec le père Couturier, qui reprendra, en 1936 et avec Régamey, la revue L'Art sacré fondée en 1934 par Joseph Pichard. Une messe mensuelle réunit les membres du mouvement dans la chapelle des Carmes, d’abord avec l’abbé Roblot puis l’abbé Paul Buffet, aumônier des Catholiques des beaux-arts et de la Société de Saint-Jean. Un petit déjeuner suit la célébration, dans les locaux des Ateliers.[réf. nécessaire]
Une autre caractéristique des Ateliers réside dans la relation entre ses membres: Esprit fraternel et solidarité doivent prévaloir sur les ambitions personnelles. Un dispensaire « Fra Angelico » assure les soins des élèves et compagnons sans ressources. Les vœux de nouvel An réunissent les membres autour de Maurice Denis dans sa maison du Prieuré, à Saint-Germain-en-Laye, ainsi qu'en juin, au moment de la Fête-Dieu. La direction, d’abord assumée conjointement par Denis et Desvallières, avec le concours d'André Lecoutey et Pierre Dubois au secrétariat, est déléguée en 1926 à Henri de Maistre qui avait débuté comme élève.[réf. nécessaire]

## Réalisations

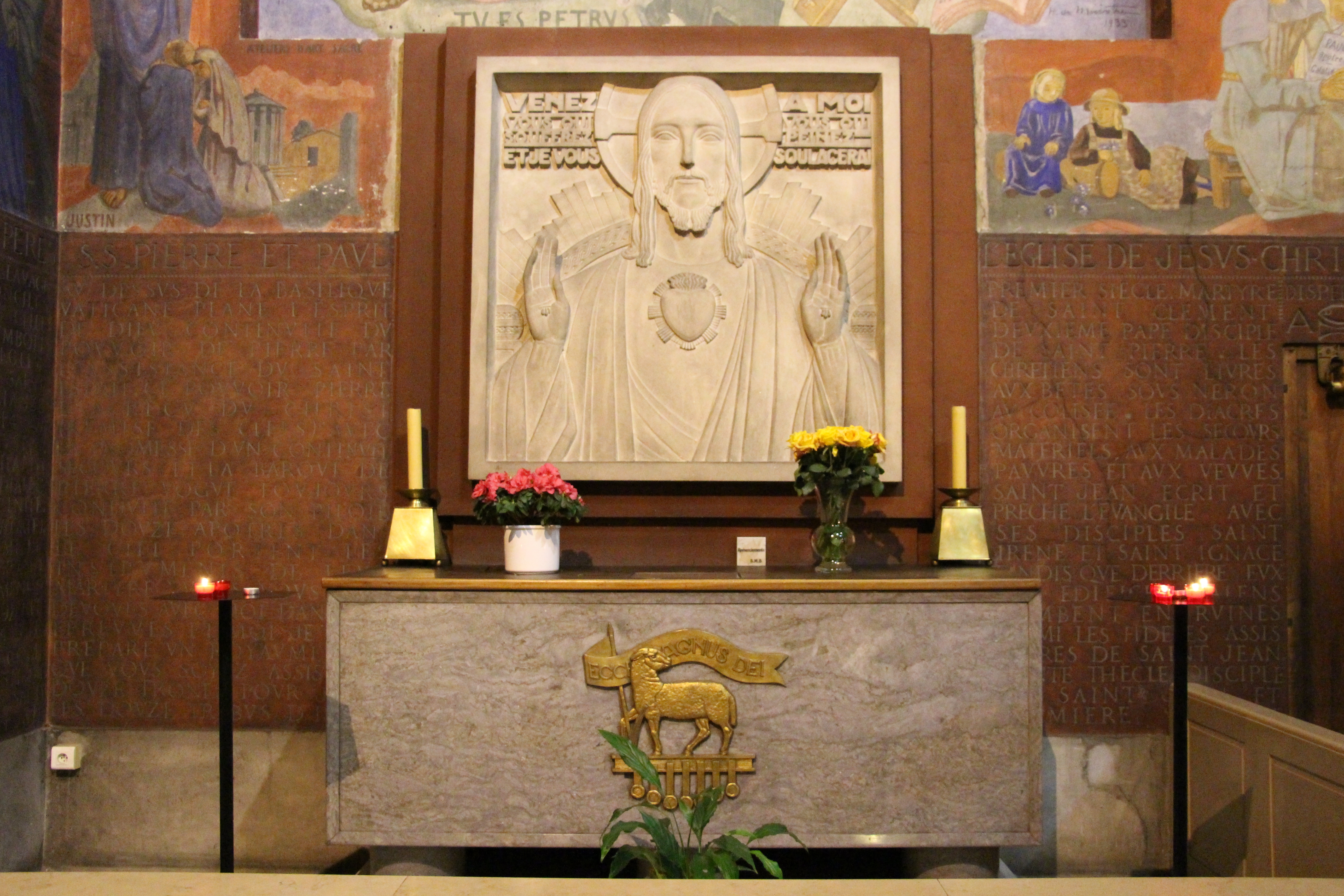
Une des créations realisées par les Ateliers de l'art sacré dans l'église du Saint-Esprit, à Paris.

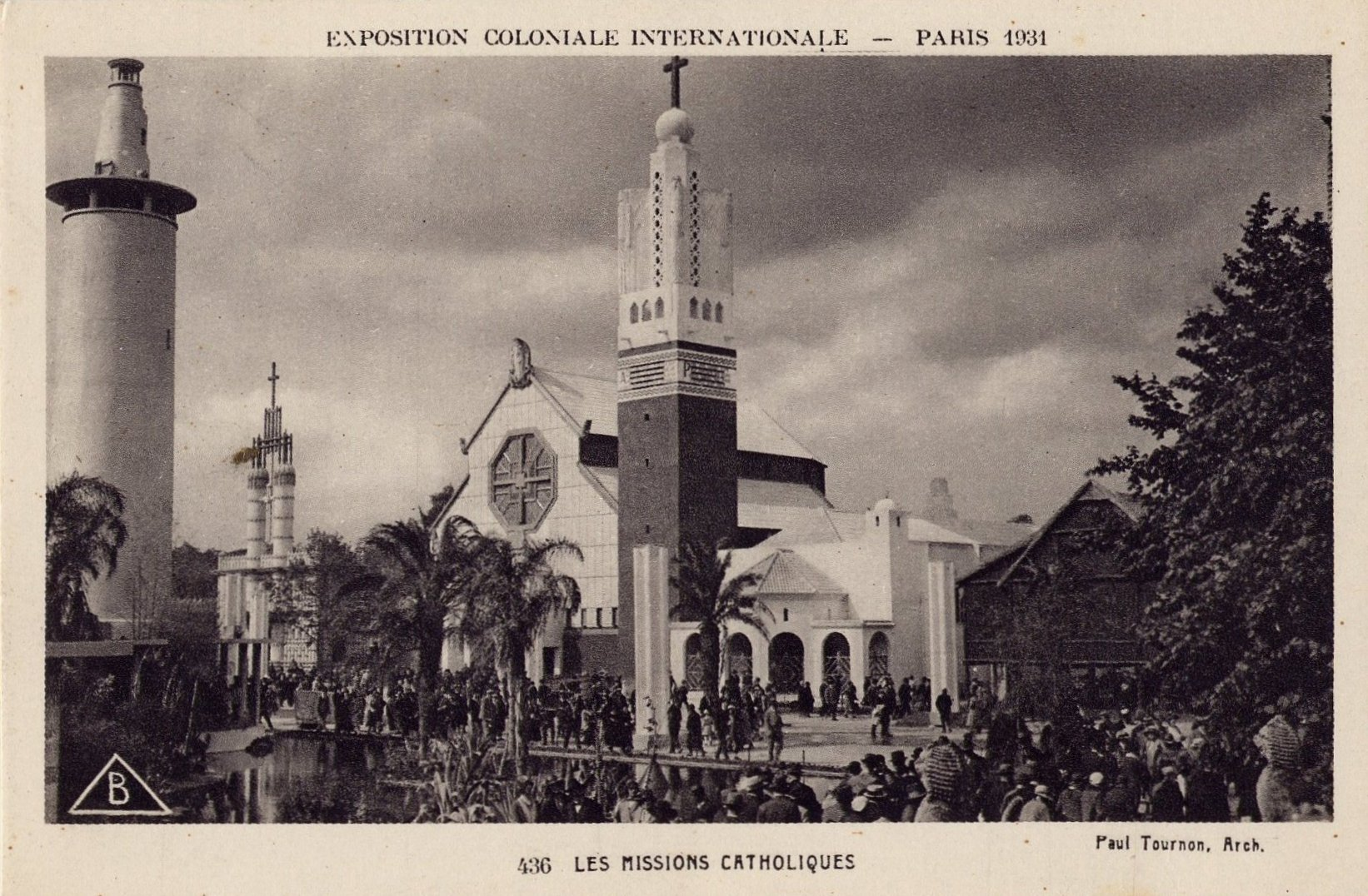
Pavillon des Missions catholiques à l'Exposition coloniale de 1931 à Paris.

La nomination du cardinal Verdier comme archevêque de Paris offre une occasion particulière aux Ateliers de répondre à leur vocation. À partir de 1929, les « chantiers du Cardinal » voient l’érection d’une centaine de nouveaux lieux de culte dans la capitale et ses alentours.  L’Église du Saint-Esprit de Paris, édifiée par l’architecte Paul Tournon est décorée par une quarantaine d’artistes : fresquistes, sculpteurs, ferronniers, dinandiers… Elle constitue, par l’ampleur de son programme et le nombre des intervenants, un manifeste du renouveau des arts sacrés dans les années 1930. La chapelle des Martyrs est confiée aux Ateliers sous la direction de Maistre (1932-33).[réf. nécessaire]
D’autres réalisations importantes comprennent [réf. nécessaire]:
- 1925 - Décoration de l'église du Village français de l'Exposition internationale des Arts décoratifs et industriels modernes
- 1928 - Église du Saint-Esprit de Paris, architecte : Paul Tournon
- 1931 - Église du Pavillon des Missions catholiques à l'Exposition coloniale, devenue aujourd'hui Église Notre-Dame-des-Missions d'Épinay-sur-Seine
- 1937 - décoration du Pavillon du Vatican à l'Exposition universelle de 1937

## Les raisons d'une disparition
Les Ateliers ferment sur décision de leur Conseil à la rentrée 1947. Les commandes ecclésiales aux Ateliers sont trop peu nombreuses pour assurer encore longtemps leur survie.[réf. nécessaire]
Derrière cette fermeture, se cache principalement l’échec de la greffe d'une certaine modernité en art sacré et l'absence d'engouement du public. Le clergé de l’époque est en majorité sans formation artistique, peu compétent en matière esthétique et préfère recourir aux fabricants et fournisseurs habituels. Cet art nouveau essuie aussi souvent des réactions hostiles  et les milieux les plus réactionnaires le considèrent comme « dégénéré» . Mais c’est plus souvent encore l’indifférence qui prévaut.[réf. nécessaire]
Parallèlement, les Ateliers sont aussi l'objet de critiques des tenants d’un modernisme plus affirmé comme le Père dominicain Marie-Alain Couturier. Ancien membre des Ateliers, il s’est progressivement éloigné de son maître Maurice Denis dont il finira par considérer comme obsolète tout un pan de la création. Couturier éprouve une légitime admiration pour de nouveaux et grands artistes tels Picasso ou Matisse. Cela vaudra les créations majeures que Couturier accompagnera, de l'église Notre-Dame-de-Toute-Grâce du plateau d'Assy jusqu'à Ronchamp. Couturier affirme audacieusement qu’il vaut mieux travailler pour l’Église avec de grands artistes incroyants qu'avec de mauvais artistes chrétiens. Denis souhaitait pour sa part susciter de bons artistes croyants.[réf. nécessaire]
Autre cause de cet échec, le surgissement de la Seconde Guerre mondiale et les pénuries qu'elle entraîne. En octobre 1939, de Maistre propose à Maurice Denis des mesures conservatoires : « Les Ateliers pourraient rester ouverts tout le temps où les recettes équilibreraient les dépenses, c'est-à-dire tant que le nombre d’élèves serait suffisant pour permettre à chacun de payer une somme raisonnable ».[réf. nécessaire]
Enfin, les nouvelles architectures font toujours plus de place aux grandes verrières et à l’art du vitrail ; la fresque, discipline largement pratiquée par les Ateliers, perd progressivement l’espace qui la justifie.[réf. nécessaire]

## Les Ateliers dans l'histoire de l'art
Encore assez peu connu, cet épisode que constituent les Ateliers d'art sacré se caractérise par l'idéalisme qui en anime les membres et leur invention d'un mode très collectif de travail et de coopération, chose rare dans l'art du XXe siècle, et par la tentative d'allier modernité et tradition corporatiste du Moyen Âge dans une visée exclusivement spiritualiste. On peut également relever le nombre important de femmes parmi les élèves et Compagnons et le fait que ce courant aura perduré une trentaine d'années malgré les difficultés rencontrées. À noter que d’autres courants ont eux aussi diversement tenté cette rénovation des arts sacrés à la même époque : les Catholiques des beaux-arts (fondé en 1909), la Société de Saint-Jean, L'Arche (fondée en 1917 par Valentine Reyre et Maurice Storez), les Artisans de l’Autel (fondé en 1919), et encore Art et Louange, ainsi que les Ateliers de Nazareth (fondé en 1928).[réf. nécessaire]

## Les Ateliers et la reproduction en série
Afin de diffuser la nouvelle esthétique et la modernité pronées par les ateliers, Louis Rouart, via la Librairie de l'Art Catholique, édite des reproductions de sculptures de certains de ses membres comme Roger de Villiers, Charles Jacob ou Simone Calède. 

## Membres
Parmi les Compagnons figurent des personnalités connues, comme :
- Marie Baranger
- Paul Bony (verrier) (1911-1982), verrier, fresquiste
- Robert Boulet
- Josette Bournet (1905-1962), peintre
- Élisabeth Branly
- Élisabeth Chaplin
- Marie-Alain Couturier (1897-1954), prêtre dominicain, théoricien de l'art
- Henri Charlier
- Hélène Delaroche, épouse de Nicolas Untersteller
- Maurice Denis
- George Desvallières
- Jean Dupas
- Albert Dubos, sculpteur
- Victor Dupont (1873-1941)
- Hélène Elizaga
- Élisabeth Faure (1906-1964)
- Marthe Flandrin (1904-1987)
- Simone Froment
- Robert Génicot,
- Georges Gimel (1898-1962)
- Edouard Goerg,
- Jean Hébert-Stevens (1888-1943) peintre et maître verrier
- André Hubert Lemaïtre
- Henri de Maistre
- Henri Marret,
- Geneviève Moizard (1903-2003)
- Odette Pauvert
- Pauline Peugniez (1890-1987)
- Charles Plessard
- Eugène-Robert Poughéon
- Valentine Reyre
- Maurice Rocher (1918-1995)
- Carlo Sarrabezolles (1888-1971)
- Yvonne Soutra
- Jean Hébert-Stevens (1888-1943), maître verrier, époux de Pauline Peugniez
- Léon Toublanc
- Nicolas Untersteller
- Roger de Villiers (1887-1958)
- Lucien Weil

## Réalisations

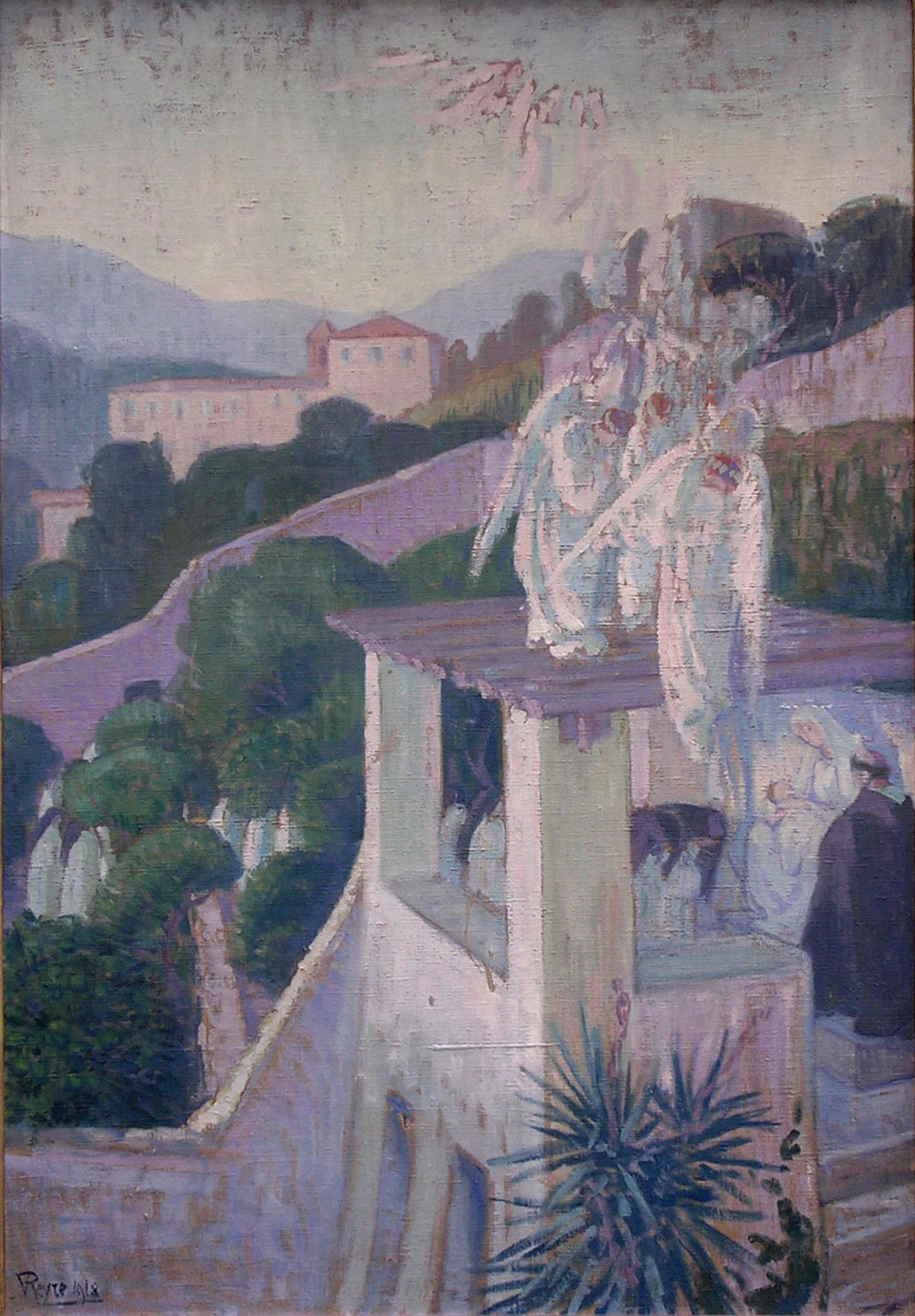
Valentine Reyre, Nativité aux dominicaines. Huile sur toile, 1899, Collection Guérin.
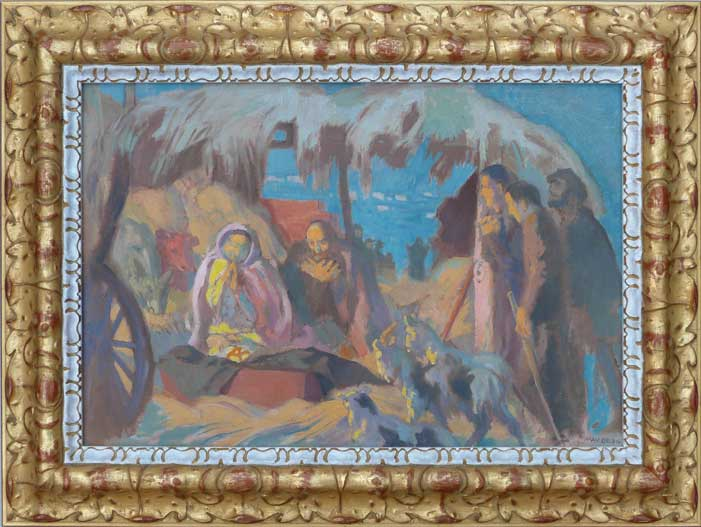
Maurice Denis, L'Adoration des bergers. Huile sur carton, vers 1899. Collection particulière.
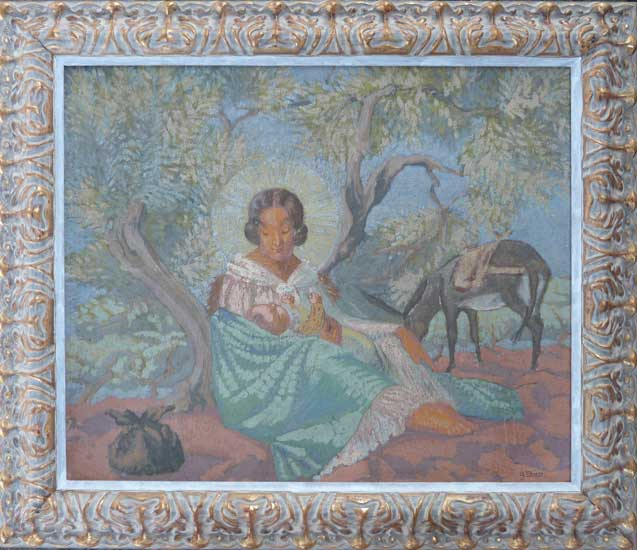
Gabrielle Faure, Peintre, graveur et illustrateur. Expose de 1907 à 1923 Le Repos en Égypte[6].
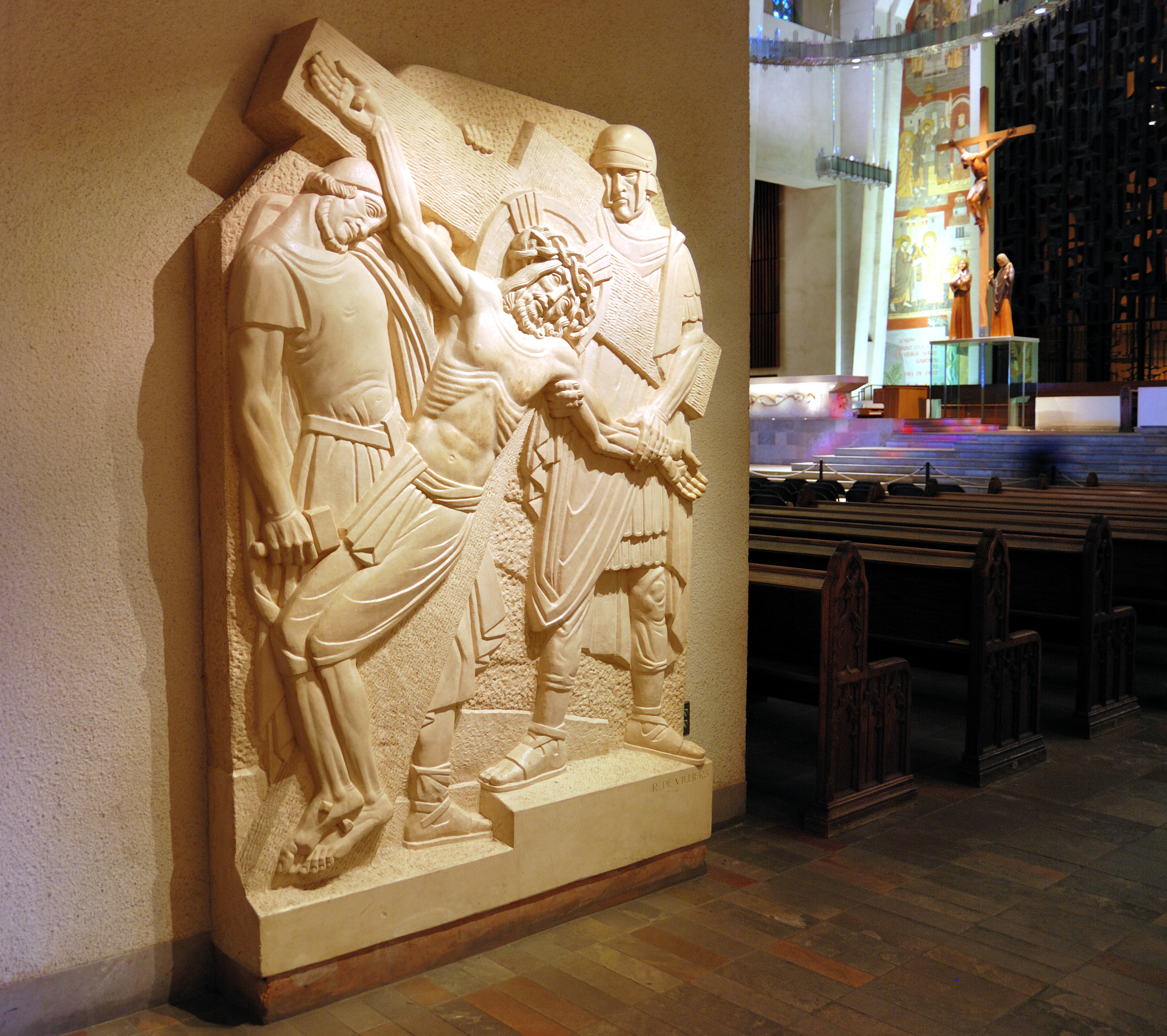
Roger de Villiers, Montréal: Oratoire Saint-Joseph du Mont-Royal, avec une station du chemin de croix.
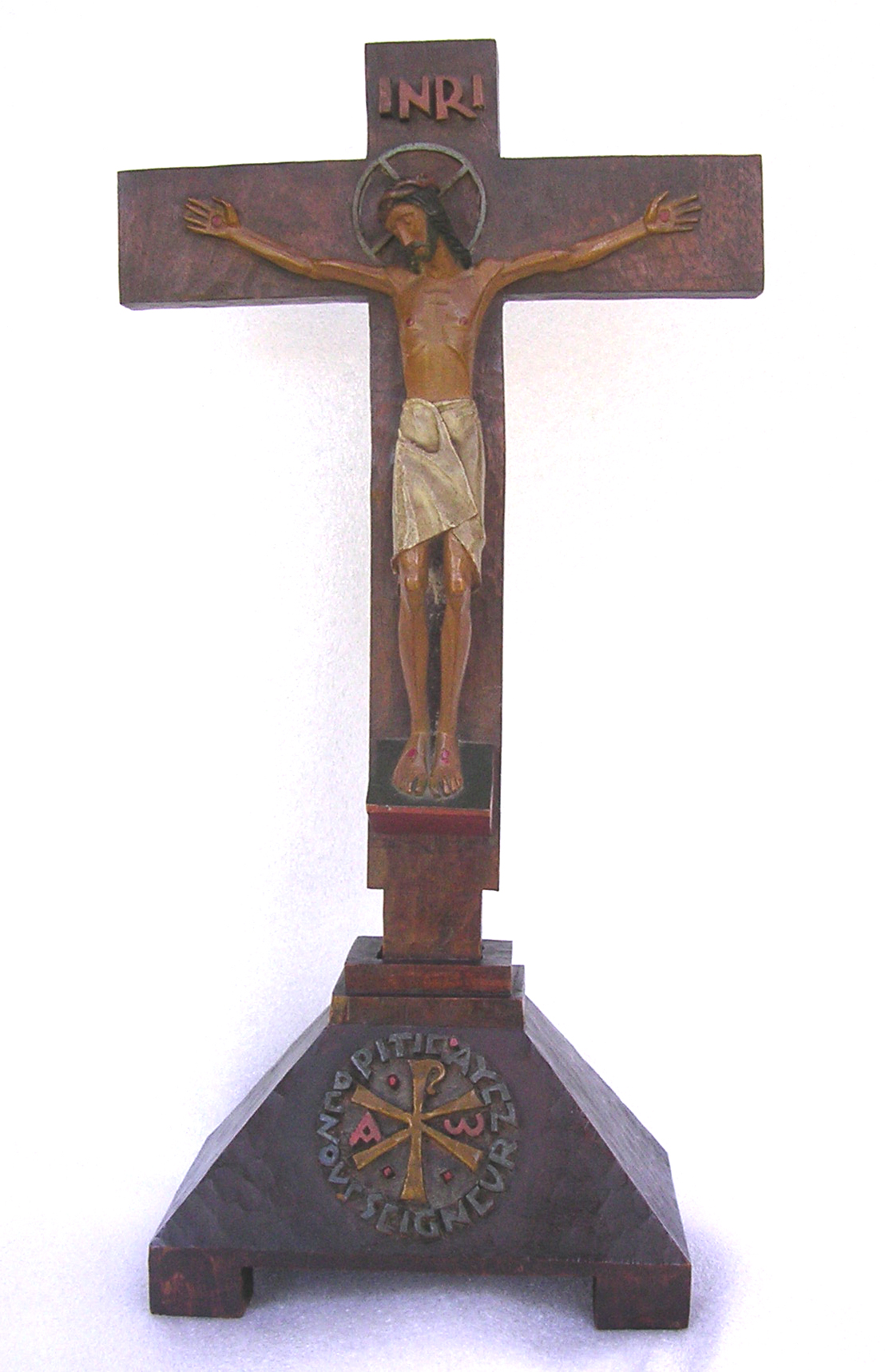
PY Fernand, croix d'autel en bois polychromé.
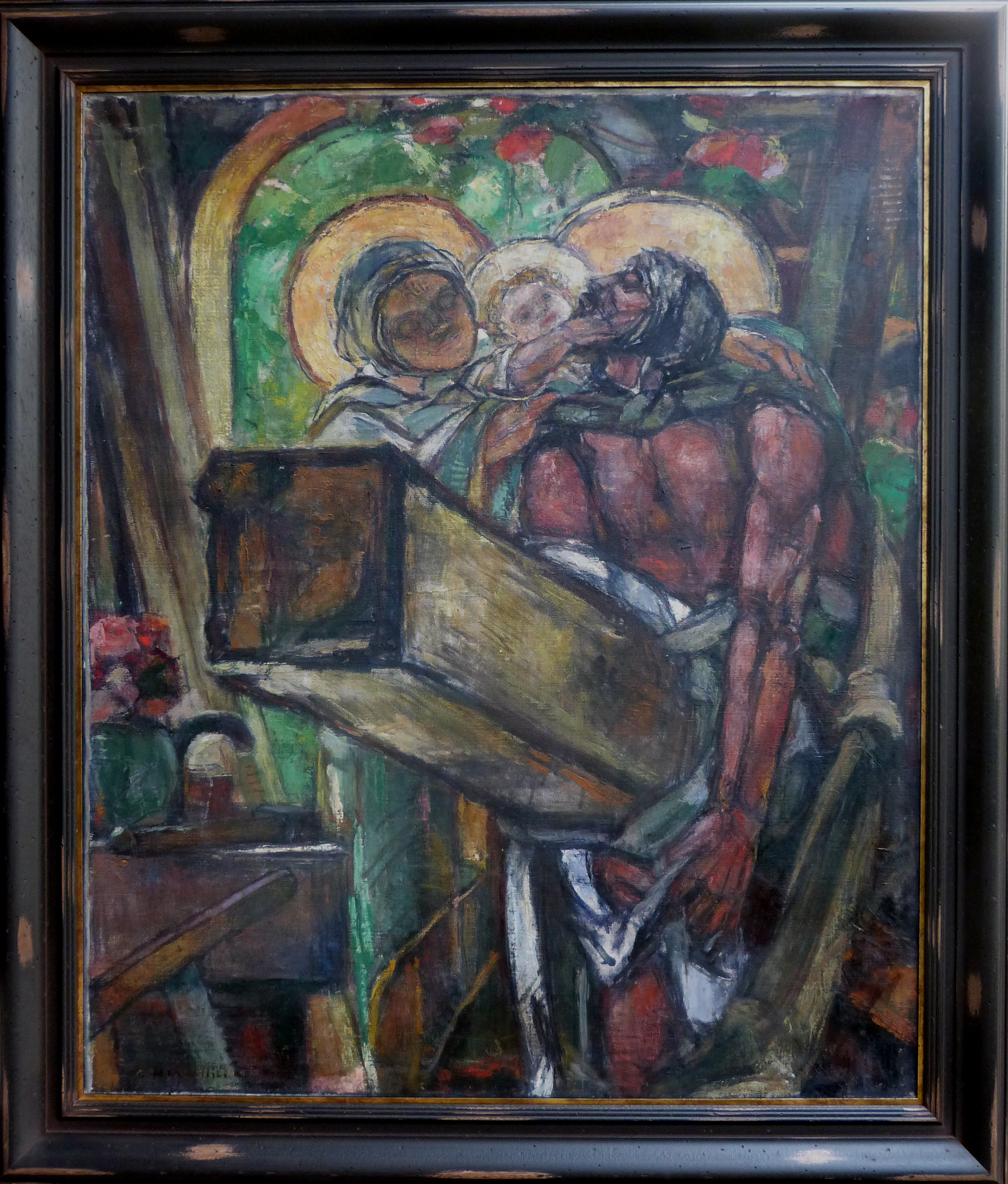
DESVALLIERES George, Sainte Famille, huile sur toile 1932.

### Sources
- Collectif,  Un Noël en septembre, catalogue de l'Exposition pour les Journées Européennes du Patrimoine, 17,18,et 19 septembre 2010 en l'église Saint-Pierre-du-Mont, organisée par la Commission diocèsaine d'Art Sacré des Landes. Diocèse d'Aire et Dax.